# Gorjevac
Gorjevac (szerbül: Горјевац) szerb falu Bosznia-Hercegovinában, Bihács községben, a Bosznia-hercegovinai Föderáció Una-Szanai kantonjában. 

## Fekvése
Bihács központjától légvonalban 16, közúton 19 km-re délkeletre fekszik. Kosta Kovačević 1887-ben így ír róla: Jedovik nyugati részén, nagyon szép területen, a Bihács-Petrovac főút két oldalán magasodó hegyi környezetben fekszik Gorijevac magányos faluja, vagy ahogy egyesek becsmérlően nevezik: 
„Pogorelo selo”, vagyis „a leégett falu”. Gorjevac nem önálló falu, hanem a račići kenézséghez tartozik. Gorjevac faluban ma 60 szerb ortodox ház található, amelyeket 40 éve építettek ide, azelőtt a mai Gorjevac helyét benőtte egy nagy sűrű bükkerdő. Először csak kunyhókat kezdtek ott építeni az kisállatok számára, majd leirtották és kigyomlálták, végül termőföldeket létesítettek, amelyben ma már nagyon jól terem a búza, kukorica, árpa, zab, stb.

## Nevének eredete
Az emberek közt ma is különféle történetek és elképzelések őrződtek meg, hogy régen Gorjevac milyen nagy és gazdag hely volt, milyen gazdag nők laktak itt stb. Addid, addig, amíg az népmese nem lett, és amelyet tápláltak a különféle tárgyak, amelyeket Gorjevacon ástak ki. Antik kések, csatabárd, kardok, sarló, ekevas és sok más. Azonban mivel akkoriban ezeknek a feltárt dolgoknak semmi értéke nem volt, elvesztek és megsemmisültek. A hagyomány szerint Gorjevacot egykor Jovanbegacnak hívták. Azonban néphagyomány szerint Lázár fejedelem megátkozta, mert a gorjevaciak nem voltak hajlandók a Rigómezőre menni a csatába, így azóta Lázár átka miatt a falu már kétszer elpusztult és benőtte az erdő. Tehát amikor a gorijevaci embereket harmadszor is kitelepítik, akkor nem telepedik le ott senki, és fölötte ciprus és kőris nő, amelyben számos vad és ragadozó vadállat fészkel, amely megtámadja a leszármazottaikat a fejedelem ellen elkövetett hűtlenség miatt. Amikor Boszniát meghódították, és a törökök megtámadták Jovanbegovácot (a mai Gorijevacot), akkor az egész leégett, és akik nem akartak hódolni rabszolgának vitték, vagy szintén elégették. Innen kapta Gorjevac a nevét.

## Népessége
| Nemzetiségi csoport | Népesség 1991 | Népesség 2013 |
| ------------------- | ------------- | ------------- |
| Szerb               | 102           | 4             |
| Bosnyák             | 0             | 0             |
| Horvát              | 0             | 0             |
| Jugoszláv           | 1             | 0             |
| Egyéb               | 0             | 0             |
| Összesen            | 103           | 4             |

## Nevezetességei
Podić várának romja. A zord Leskovi Klanac-fennsíkon, a Bihács-Petrovac úttól nem messze délnyugatra, Gorjevac területén, a Podić nevű réten, egy nem túl jól látható helyen Grauner véletlenül talált egy erődöt, amelyről a környék lakói nem tudtak. A teljesen szabálytalan alakú Podić maximális hossza 170 méter, legnagyobb szélessége 100 m, és egyszerű kősánccal van körülvéve, mely belülről kissé a szint fölé emelkedik. A várrom azért különösen érdekes, mert körülötte nyolc, legfeljebb 8 m mély gödör található, melyeket közvetlenül határol a sánc, így a sánc külső magassága itt nem ítélhető meg megfelelően. A Podić körüli mélyedések vélhetően fontos részei erődítményének. Hasonló gödrök vagy mélyedések használata az erődítmények megerődítésére a karsztban más helyeken is megtalálható, például a Lipa melletti erődítmények közelében is. Ez utóbbi váraknak a nagyobb mélyedések azonban csak az egyik oldalán találhatók. Ettől a helytől északnyugatra nyolc kis, hozzávetőleg 75 cm magas és 4 méter átmérőjű halom található, állítólag a szomszédos erdőben még több van.